# Anicelle de Fézensac
Anicelle, aussi nommée Azelma, Azaline ou Adalmure, comtesse de Fezensac, était fille d'Astanove II, comte de Fézensac.
Elle épousa en premières noces Bernard III († 1112), comte de Bigorre. De ce mariage naît une fille, Béatrix, née en 1111 ou en 1112 et morte en 1114.
Veuve, elle se remaria avec Géraud III († 1160), comte d'Armagnac, et eut :
- Bernard IV (1136 † 1193), comte d'Armagnac et de Fézensac ;
- Mascarose, mariée à Odon de Lomagne, seigneur de Firmacon. Ils sont à l'origine de la seconde maison d'Armagnac.